# Georges Bataille
(Georges Bataille)
Georges Albert Maurice Victor Bataille (Billom, 10 settembre 1897 – Parigi, 9 luglio 1962) è stato uno scrittore, antropologo e filosofo francese.

Firma di Georges Bataille

Bataille fu contraddistinto da un'interdisciplinarità originata da un interesse rivolto verso molti campi della conoscenza (la letteratura, l'antropologia, la filosofia, l'economia, la sociologia e la storia dell'arte), concentrato soprattutto su tematiche come l'erotismo e la trasgressione. A causa dei temi trattati e del timore di possibili conseguenze sulla sua persona, firmò molte sue opere, soprattutto i romanzi, con gli pseudonimi di Pierre Angélique, Lord Auch e Louis Trente. Ebbe rapporti di collaborazione con Pierre Klossowski e le sue idee saranno importanti non solo per il surrealismo e l'esistenzialismo, ma anche per il post-strutturalismo (es. Gilles Deleuze e Michel Foucault).

## Biografia
Georges Bataille era figlio di Joseph-Aristide Bataille (1851-1915), un esattore delle tasse (che in seguito diventerà cieco e sarà paralizzato dalla neurosifilide), e di Antoinette-Aglaë Tournarde (nata nel 1865), la quale, a causa delle crisi di follia causate al marito dalla sifilide, tentò due volte il suicidio, come narra Bataille in alcune pagine di ispirazione autobiografica del romanzo erotico Storia dell'occhio. Nato il 10 settembre 1897 a Billom, nella regione dell'Alvernia, la sua famiglia si trasferì a Reims nel 1898. Frequentò la scuola a Reims e poi a Épernay. Pur essendo cresciuto senza osservanza religiosa, dimostrò vivo interesse per la religione cattolica per un certo periodo. Frequentò per un breve periodo un seminario cattolico, ma che abbandonò soprattutto per dedicarsi a un'occupazione che gli permettesse di mantenere la madre. Nei primi anni Venti abbandonò definitivamente la religione cattolica.
Dopo avere frequentato il liceo di Reims viene richiamato alle armi, ma subito riformato, a causa d'insufficienza polmonare, per cui passa il periodo della prima guerra mondiale nel dipartimento del Cantal. La regione gli fornirà l'ambientazione per il romanzo L'Abbé C. (1950), carico come lui in quegli anni di dubbi e accessi violenti di religiosità.
Bataille frequentò l'École Nationale des Chartes di Parigi, diplomandosi nel febbraio 1922 come archivista paleografo, con una tesi su un racconto cavalleresco in versi del XIII secolo intitolato «L'Ordre de chevalerie, conte en vers du XIIIe siècle» (L'Ordine di cavalleria, racconto in versi del XIII secolo). Sebbene sia spesso indicato come archivista e bibliotecario a causa del suo impiego presso la Biblioteca nazionale di Francia, il suo lavoro si concentrava sui medaglieri, pubblicando anche articoli sulla numismatica. Come impiegato della Biblioteca, nascose e conservò il dossier dal titolo provvisorio di Passages di Walter Benjamin (riscoperto da Giorgio Agamben nel 1981 alla Bibliothèque Nationale tra le carte di Bataille). Dopo un viaggio a Londra, soggiorna per un anno a Madrid e ritornato a Parigi, sposa Sylvia Maklès, attrice di una certa fama, con la quale avrà la figlia Laurence (1930-1986). Si separeranno nel 1934 per divorziare solo nel 1946. In questo periodo diventa amico di André Masson e Lev Isaakovič Šestov, che lo istruisce sugli scritti di Nietzsche, Dostoevskij e Platone e sulla sua critica alla ragione e alla sistematizzazione filosofica.
Nel 1924 incontra Michel Leiris e Boris Souvarine, direttore della rivista "La Critique sociale", sulla quale scriverà qualche articolo. Nel 1929 lancia la rivista "Documents" (a cui collaborano artisti come Miró, Picasso, Giacometti, Arp e Masson, oltre a scrittori come Michel Leiris o Robert Desnos e fotografi quali Jacques-André Boiffard e Karl Blossfeldt). In questo periodo la sua musa ispiratrice è Colette Peignot, che lui ribattezza Laure.
Fece dunque parte della seconda leva dei surrealisti francesi insieme ad Antonin Artaud, Pierre Drieu La Rochelle, André Masson e altri. Tuttavia, uscì presto dal gruppo in seguito a divergenze politiche: infatti i due principali surrealisti francesi, André Breton e Louis Aragon, durante il periodo tra le due guerre mondiali si avvicinarono al Partito Comunista Francese; Bataille operò una scelta che riteneva più libertaria e che lo avvicinò alle posizioni di Lev Trotsky. L'anno dopo, nel 1930, la sua vena polemica l'indusse a scrivere il pamphlet contro Breton Un cadavre.
Dal 1934 al 1939 seguirà all'École pratique des hautes études il seminario di Alexandre Kojève su Hegel e sulla fenomenologia dello spirito il quale secondo Denis Hollier influenzerà permanentemente la lettura di Hegel da parte di Bataille. Successivamente nel 1937 fonda il gruppo del "Collège de sociologie" (con Georges Ambrosino, Roger Caillois, Pierre Klossowski, Anatole Lewitzki, Pierre Libra e Jules Monnerot) alla cui attività (che durò fino al 1939) parteciperanno anche Kojève, che tenne una conferenza dal titolo Le concezioni hegeliane, e come assiduo ascoltatore Walter Benjamin; in seguito fonda la rivista con società spirituale segreta annessa chiamata "Acéphale" (ne faranno parte anche Tarō Okamoto, André Masson e Jean Wahl) e altre riviste (dal 1946 "Critique", poi diretta dal suo amico Jean Piel) dove scrive molto, con diversi pseudonimi e sui soggetti più diversi (filosofia, teologia, letteratura, arte visiva ecc.)
Sono di questo periodo anche i volumi L'Anus solaire (L'ano solare, 1931), Le Bleu du ciel (L'azzurro del cielo, 1935) e la Histoire de l'oeil (Storia dell'occhio, romanzo erotico pubblicato con lo pseudonimo di Lord Auch nel 1928 e poi con il proprio nome nel '67), oltre che la conferenza «Hitler et l'ordre teutonique» (24 gennaio 1939), della quale non è rimasto il testo.
Nel 1942 incontra Maurice Blanchot e fa uscire con lo pseudonimo Pierre Angélique un altro romanzo scandaloso, Madame Edwarda, al quale seguirà Le Petit (firmato come Louis XXX e uscito nel 1943).
Sposato nuovamente con Diane Kotchoubey de Beauharnais e padre di Julie (nata nel 1948), si trasferisce a Vézelay, poi a Carpentras, dove lavora alla Biblioteca Inguimbertina come Conservatore, infine a Orléans dove dal 1951 dirige la biblioteca.
Altri amici sono ora Albert Camus e René Char, che dirigono la rivista "Empédocle", e per loro tramite Albert Béguin e Jacques Dupin. Intanto inizia a scrivere la Summa athéologique, titolo sotto il quale raggrupperà nel 1954 tre opere: L'Expérience intérieure (L'esperienza interiore, 1943), Le Coupable (Il colpevole, 1944) e Sur Nietzsche (1945). Le sue concezioni della "sovranità", dello "sperpero" (o dépense) o di una certa idea del "sacrificio" avranno una grande influenza su filosofi e autori del XX secolo, anche se lui vivente fu quasi sconosciuto al pubblico. Fu invece un amico di diversi intellettuali (in questo periodo anche di Francis Ponge, André Frénaud, Georges Schehadé e Georges Braque). Nel 1949 scrive La Part maudite (La parte maledetta) occupandosi di crudeltà e tauromachia (a Nîmes assiste nel 1950 alla corrida in compagnia di André Castel, Jean Dubuffet, Jean Paulhan, Blaise Cendrars, Jean Cocteau e Pablo Picasso).
Nel 1952 viene nominato cavaliere della Légion d’honneur. Nel 1955 pubblicherà due libri di storia dell'arte, uno sulla pittura preistorica e l'altro su Édouard Manet (rispettivamente Lascaux ou la naissance de l'art, Lascaux o la nascita dell'arte, e Manet).
Intanto soffre di forti attacchi di aterosclerosi cervicale, che lo costringono, nel 1957, a ricoverarsi in ospedale per ben due volte, anno dell'uscita di La Littérature et le Mal (La letteratura e il male) (con saggi su de Sade, Blake, Brontë, Baudelaire, Michelet, Proust, Kafka e Genet) e L'Érotisme.
Anche se ha molte difficoltà a lavorare, riesce ancora a pubblicare Le Procès de Gilles de Rais (Il processo di Gilles de Rais, 1959) e Les Larmes d'Éros (Le Lacrime di Eros, 1961).
Muore a Parigi nel 1962 e viene sepolto a Vézelay.

## Il pensiero e l'opera

### La figura di Nietzsche, ladépensee lapart maudite
Il campo dei suoi studi fu molto vasto: dalla polemica sociale all'antifascismo (il suo giornale La critique sociale fu una delle voci più forti dell'antifascismo francese).
Quello che fra i suoi numerosi scritti è ritenuto il più importante, Sur Nietzsche, offre una nuova visione e una rilettura in termini più rivoluzionari del filosofo tedesco, che la vulgata del tempo presentava come ispiratore del nazismo. Questa nuova visione della figura di Friedrich Nietzsche influenzerà significativamente gli studi di Michel Foucault, Jacques Derrida, Pierre Klossowski e Roland Barthes, fra gli altri.
Uno dei concetti filosofico-antropologici più importanti introdotti da Georges Bataille è la nozione di dépense, ispiratogli dalla lettura del Saggio sul dono dell'antropologo Marcel Mauss. Semplificando il discorso, la dépense - parola intraducibile in italiano, ma che può avere comunque un corrispettivo in "dispendio" - rappresenta secondo Bataille lo "spreco sacro": ossia, le offerte votive che le antiche civiltà consacravano agli dei - senza consumarle - a fini propiziatori.
Bataille introdusse inoltre il concetto della parte maledetta nei suoi studi sulla ritualità carnascialesca in Théorie de la Religion (1973) e sulla filosofia di Donatien-Alphonse-François de Sade nei suoi saggi: La Part maudite, (1949), L'Erotisme (1957) e La littérature et le Mal (1957).

### I romanzi
Bataille scrisse anche alcuni romanzi: il più celebre è L'azzurro del cielo (1935), opera d'impronta esistenzialista che regge il confronto con i lavori dei suoi contemporanei Sartre (che Bataille conobbe, e con il quale ebbe un contrastato rapporto) e Camus. Un altro suo romanzo, L'impossibile (1962), si configura come una lunga sequenza di flash narrativi intervallati da incisioni di André Masson, anch'egli suo amico, della cui collaborazione si avvalse anche per il libro Histoire de l'œil (1928).
L'opera letteraria di Bataille fu al centro di una attenta disamina critica da parte di Maurice Blanchot, primo e più acuto dei suoi esegeti. Quello tra Bataille e Blanchot è un sodalizio di pensiero e amicizia tra i più significativi del Novecento francese. Fu probabilmente grazie all'influenza di Blanchot che Bataille, nei primi anni del dopo-Guerra, fondò la rivista Critique, campo di battaglia della più vivace critica francese della seconda parte del XX secolo.

### L'influenza sui contemporanei
(Michel Leiris)
Fra gli eredi del pensiero di Bataille si annoverano alcuni fra i maggiori pensatori contemporanei, a cominciare da Maurice Blanchot, che conosce solo nel 1942 ma con il quale intratterrà rapporti di fraterna amicizia. Della generazione posteriore: Michel Foucault, Gilles Deleuze, Jean Baudrillard, Jacques Lacan, Jean-Luc Nancy, Georges Didi-Huberman. Sue idee vengono riprese anche da Jacques Derrida, Julia Kristeva o Philippe Sollers (e in genere dalla rivista Tel Quel).
In Italia il pensiero di Bataille è stato ripreso da Giorgio Agamben, Franco Rella, Mario Perniola e, in anni più recenti e soprattutto in rapporto al tema comunitario, da Roberto Esposito, Felice Ciro Papparo, Rocco Ronchi e Federico Ferrari.
Michel Foucault, che curò per le edizioni Gallimard la pubblicazione dell'opera completa di Bataille, lo definì nella prefazione del primo volume uno degli scrittori più importanti del XX secolo.

### Critiche
Carlo Ginzburg, in un suo testo intitolato Mitologia germanica e nazismo. Su un vecchio libro di Georges Dumézil, contenuto nel libro Miti emblemi spie. Morfologia e storia, evidenzia come i temi trattati da Roger Caillois e Bataille al Collège de sociologie esprimano "un atteggiamento estremamente ambiguo nei confronti delle ideologie fasciste e naziste", oltre a confessioni di Bataille di fascino provato per la simbologia fascista.
Bataille tenne il 24 gennaio 1939 la conferenza «Hitler et l'ordre teutonique»(Hitler e l'ordine teutonico), ordine che fu sia un ordine monastico-militare e ospedaliero sorto in Terra santa all'epoca della terza crociata che una delle più importanti onorificenze ed emblemi istituite dal partito nazista la quale presentava la medesima denominazione dell'ordine medievale, denominazione che fu data dall'esaltazione nazionalistica della Germania da parte dei membri del partito nazista e dall'interesse di alcuni di essi per i culti mistico-religiosi e la volontà di rappresentazione, e forse anche ripresentazione, d'essi. Ma, dalle testimonianze di Pierre Prévost rispetto alla conferenza, tale ambiguità, che secondo Ginzburg sarebbe stata presente in Bataille e Caillois, sarebbe data dall'interesse culturale verso esse al di là del contesto fascista o nazista se non nei casi dello studio del presentarsi d'esse in tali movimenti con lo scopo di studiarli. Difatti Prévost in un testo da lui composto ricorda:
(P. Prévost, Pierre Prévost recontre Georges Bataille, Paris 1987, pp. 26 sgg., citato in Hitler e l'Ordine teutonico, poi in Il Collegio di Sociologia, pp. 285-286)
Sempre stando a quanto presentato da Ginzburg in Mitologia germanica e nazismo. Su un vecchio libro di Georges Dumézil, Alexandre Kojève, «che pure tenne una conferenza al Collège su "Les conceptions hégéliennes", aveva osservato ironicamente che il programma di Bataille e Caillois era paragonabile al tentativo di un prestigiatore di credere alla magia attraverso i propri trucchi», e anche che Walter Benjamin, "ascoltatore assiduo delle conferenze del Collège", nella conclusione della recensione a L'aridité di Caillois presenta: «È triste vedere come un'ampia corrente limacciosa sia alimentata da fonti situate a una notevole altitudine»..

In realtà Bataille prese spesso le distanze dal fascismo, negando che fosse "figlio di Nietzsche", uno dei suoi autori prediletti, che discolpa da questa accusa; per Bataille è figlio di Hegel, tramite l'interpretazione del neoidealista Giovanni Gentile (l'ideologo del fascismo assieme a Mussolini): 
(Georges Bataille, La congiura sacra)
André Breton in uno dei Manifesti del Surrealismo presentava il pensiero di Bataille come «niente che non si sappia a memoria» oltre che un «ritorno offensivo del vecchio materialismo antidialettico che tenta, questa volta, di farsi gratuitamente largo attraverso Freud» e che «Il caso di Bataille presenta questo aspetto paradossale, e per lui imbarazzante, che la sua fobia dell'"idea", dal momento in cui si propone di comunicarla, non può che prendere piega ideologica», «Lui [Bataille] che nelle ore del giorno, percorre antichi e talvolta allettanti manoscritti con caute dita di bibliotecario (com'è noto esercita questa professione alla Bibliothèque Nationale) si pasce la notte delle immondizie di cui, a propria immagine, vorrebbe vederli pieni...»..
Sartre, in seguito alla pubblicazione del testo di Bataille L'Expérience intérieure (L'esperienza interiore), lo criticò nel dicembre 1943 in un articolo intitolato ironicamente «Un nouveau mystique» (Un nuovo mistico) categorizzandolo come "passionato", "paranoico" e "folle" e affermando al termine del testo che « Le reste est affaire de la psychanalyse » ("Il resto è un affare della psicoanalisi").
Secondo Diedrich Diederichsen i suoi scritti nella Germania riunificata, a differenza che in America, attuarono, nei casi migliori, una depoliticizzazione e, nei peggiori, una riabilitazione delle posizioni di destra.

### Georges Bataille e il cinema
- Nel film La scampagnata (Partie de campagne, 1936) di Jean Renoir, Georges Bataille compare nella parte di un seminarista.
- Simona (1974), regia di Patrick Longchamps, con Laura Antonelli è tratto da Storia dell'occhio.
- In L'uomo, la donna, la bestia conosciuto anche come Spell, dolce mattatoio, film del 1977, diretto da Alberto Cavallone, vengono rivisti e citati alcuni tratti de Histoire de l'œil.
- The Deadman (1987), regia di Peggy Ahwesh e Keith Sanborn, è un cortometraggio tratto da Le mort.
- Ma mère (2003), regia di Christophe Honoré, con Isabelle Huppert e Louis Garrel, è tratto dal romanzo omonimo.
- Story of the Eye (2004), regia di Andrew Repasky McElhinney, è tratto da Histoire de l'œil.
- Morning Smile (2005), di Zapruder filmmakersgroup. Regia di David Zamagni e Nadia Ranocchi, è ispirato a L'azzurro del cielo
- DAIMON (2009), di ZAPRUDER filmmakersgroup. Regia di David Zamagni e Nadia Ranocchi, è una biografia immaginaria di Bataille.

## Opere

### Opere complete
Georges Bataille, Œuvres complètes, Paris: Gallimard, 1970-1988:
- vol. 1 (1970): Premiers écrits, 1922-1940: Histoire de l'œil - L'Anus solaire - Sacrifices - Articles, a cura di Denis Hollier, prefazione di Michel Foucault.
- vol. 2 (1970): Écrits posthumes, 1922-1940, a cura di Denis Hollier.
- vol. 3 (1974): Œuvres littéraires: Madame Edwarda - Le Petit - L'Archangélique - L'Impossible - La Scissiparité - L'Abbé C. - L'être différencié n'est rien - Le Bleu du ciel, a cura di Thadée Klossowski.
- vol. 4 (1971): Œuvres littéraires posthumes: Poèmes - Le Mort - Julie - La Maison brûlée - La Tombe de Louis XXX - Divinus Deus - Ébauches, a cura di Thadée Klossowski.
- vol. 5 (1973): La Somme athéologique I: L'Expérience intérieure - Méthode de méditation - Post-scriptum 1953 - Le Coupable - L'Alleluiah.
- vol. 6 (1973): La Somme athéologique II: Sur Nietzsche - Mémorandum - Annexes.
- vol. 7 (1976): L'économie à la mesure de l'univers - La Part maudite - La limite de l'utile (Fragments) - Théorie de la Religion - Conférences 1947-1948 - Annexes.
- vol. 8 (1976): L'Histoire de l'érotisme - Le surréalisme au jour le jour - Conférences 1951-1953 - La Souveraineté - Annexes, a cura di Thadée Klossowski.
- vol. 9 (1979): Lascaux, ou La naissance de l'art - Manet - La littérature et le mal - Annexes.
- vol. 10 (1987): L'érotisme - Le procès de Gilles de Rais - Les larmes d'Eros.
- vol. 11 (1988): Articles I, 1944-1949, a cura di Francis Marmande con la collaborazione di Sibylle Monod.
- vol. 12 (1988): Articles II, 1950-1961, a cura di Francis Marmande con la collaborazione di Sibylle Monod.

### Opere tradotte
- Histoire de l'oeil (1928, con lo pseudonimo Lord Auch), tr. Dario Bellezza, Simona, L'airone, Roma 1969; Storia dell'occhio, Gremese, Roma 1990 (con prefazione di Alberto Moravia); tr. Guido Davico Bonino, Storia dell'occhio, in Tutti i romanzi, a cura di Guido Neri, Bollati Boringhieri, Torino 1992; tr. Luca Tognoli, Storia dell'occhio, ES, Milano 2005 e SE, Milano 2008 (con uno scritto di Roland Barthes).
- L'Anus solaire (1931), tr. Sergio Finzi, L'ano solare, SE, Milano 1998.
- Documents (1929-31), tr. Sergio Finzi, Documents, Dedalo, Bari 1974.
- La structure psycologique du fascisme (1933-34), tr. di S. Finzi, La struttura psicologica del fascismo, Guaraldi, Rimini 1972, poi tr. Marco Baldino, stesso titolo, in "Tellus. Rivista italiana di geofilosofia", n. 22, 2000. Altra traduzione quella di Andrea Chersi, edita l'Affranchi, Salorino CH, 1990.
- Le Bleu du ciel (1935), tr. Oreste Del Buono, L'azzurro del cielo, Silva, Milano 1962; Einaudi, Torino 1969.
- Le Labyrinthe (1935-36), tr. Sergio Finzi, Il labirinto, SE, Milano 2003.
- La Conjuration sacrée (1936), tr. Marina Galletti, La congiura sacra, Bollati Boringhieri, Torino 1997.
- Sacrifices (1936), tr. Marco Rovelli, Sacrifici, Stampa alternativa, Viterbo 2007.
- Madame Edwarda (1937, con lo pseudonimo Pierre Angélique), tr. Dario Bellezza, Madame Edwarda, L'airone, Roma 1972; Gremese, Roma 1980; tr. Daniella Selvatico Estense, Madame Edwarda, in Tutti i romanzi, cit.; tr. Luca Tognoli, ES, Milano 2004.
- Collège de sociologie, a cura di Denis Hollier, tr. Marina Galletti, Lola Ieronimo e Annamaria Laserra, Il Collegio di sociologia: 1937-1939, Bollati Boringhieri, Torino 1991.
- Contre-attaques. Gli anni della militanza antifascista 1932-39. Corrispondenza inedita con Pierre Kaan e Jean Rollin e altre lettere e documenti, tr. Riccardo Garbetta, a cura di Marina Galletti, Edizioni associate, Roma 1995.
- Le Petit (1943), tr. Paola Decina Lombardi, Il piccolo, in Tutti i romanzi, cit.
- L'Expérience intérieure (1943), tr. Clara Morena, L'esperienza interiore, Dedalo, Bari 1978.
- Le Coupable (1944), tr. A. Biancoforte, Il colpevole (con L'alleluia), Dedalo, Bari 1989.
- L'Arcangélique (1944), tr. Roberto Carifi, L'arcangelico, Le lettere, Firenze 1995.
- L'Impossible (1947), tr. Sergio Finzi, L'impossibile, Guaraldi, Rimini 1973; tr. Daniella Selvatico Estense, L'impossibile, in Tutti i romanzi, cit.; tr. Renato Baldassini, L'impossibile, ES, Milano 1999.
- L'Abbé C. (1949 e 1964), tr. Franco Rella, L'abate C., ES, Milano 1998; tr. Roberta Ferrara, L'abate C., in Tutti i romanzi, cit.
- Le Mort (1964), tr. Paola Decina Lombardi, Il morto, in Tutti i romanzi, cit.; e Nautilus 1993;
- Julie (1944), tr. Guido Neri, Julie, in Tutti i romanzi, cit.
- La Maison brulée (1944), tr. Michele Canosa, La casa bruciata, in Tutti i romanzi, cit.
- Sur Nietzsche (1945), tr. Andrea Zanzotto, Su Nietzsche, Cappelli, Bologna 1970; SE, Milano 1994; Nietzsche: il culmine e il possibile, Rizzoli, Milano 1970.
- La Part maudite (1949), tr. Francesco Serna, La parte maledetta, Bertani, Verona 1972; Bollati Boringhieri, Torino 1992 e 2003 (con La nozione di dépense).
- Histoire de l'érotisme, tr. Susanna Mati, Storia dell'erotismo: La parte maledetta 2, a cura di Franco Rella, Fazi, Roma 2006.
- La Souveraineté (1953-1954), tr. Lino Gabellone, La sovranità, Il Mulino, Bologna 1990; SE, Milano 2009.
- L'Erotisme (1957), tr. Adriana dell'Orto, L'erotismo, a cura di Paolo Caruso, Sugar, Milano 1962; Mondadori, Milano 1969, SE, Milano 1986; e ES, Milano 1991.
- La Littérature et le Mal (1957), tr. Andrea Zanzotto, La letteratura e il male, Rizzoli, Milano 1973 e SE, Milano 1989.
- Poesie erotiche, Nautilus, s.t., Torino, 1990.
- Les Larmes d'Éros (1961), tr. Dolores Ritti, Le lacrime di Eros, introduzione di Mario Perniola, Arcana, Roma 1979; tr. Alfredo Salsano, Le lacrime di Eros, Bollati Boringhieri, Torino 1995.
- Le procès de Gilles de Rais (1965), tr. Renzo Guidieri, Il processo di Gilles de Rais, Guanda, Parma 1982.
- Ma Mére (1966), tr. Andreola Pizzetti, Mia madre, Gremese, Roma 1969 e ES, Milano 2001; tr. Daniella Selvatico Estense, Mia madre, in Tutti i romanzi, cit.
- L'amitié (1971), tr. Federico Ferrari, L'amicizia, SE, Milano 1999 (con Il riso di Nietzsche).
- Théorie de la Religion (1973), tr. Renzo Piccoli, Teoria della religione, SE, Milano 1995
- Lascaux ou La naissance de l'art, tr. Eveline Busetto, Lascaux. La nascita dell'arte, a cura di Susanna Mati, Mimesis, Milano 2007.
- Manet, tr. Alma Ponente, Fabbri, Milano 1965; tr. Alessandro Caroni, Alinea, Firenze 1995
- Il limite dell'utile, tr. Felice Ciro Papparo, Adelphi, Milano 2000.
- Il dispendio, tr. Elena Pulcini, Armando, Roma 1997.
- Sulla religione. Tre conferenze e altri scritti, tr. Felice Ciro Papparo, Cronopio, Napoli 2007.
- Conferenze sul non sapere e altri saggi, a cura di Carlo Grassi, Costa & Nolan, Genova 1998.
- Metodo di meditazione, tr. Maria Piera Candotti, Mimesis, Milano 1994.
- L'aldilà del serio e altri saggi, tr. C. Colletta, Guida, Napoli 2000.
- L'arte, esercizio di crudeltà: da Goya a Masson, tr. Giuseppe Zuccarino, Graphos, Genova 2000.
- La condizione del peccato, tr. Andrea Sartini, Eterotopia, Milano 2002.
- Il problema dello Stato e altri scritti politici, a cura di Marco Tabacchini, Casa di marrani, Gussago (BS) 2013.